# Шуша (футбольный клуб)
«Шуша» — бывший азербайджанский футбольный клуб из города Шуша в Азербайджане. 5 сезонов подряд (2010/11-2014/15) выступал в Первом дивизионе Азербайджана, проводя домашние матчи в Баку.

## История
Клуб был основан в 2009 году под названием «Шуша», но через некоторое время он был переименован в «Шуша 09». В 2010 году из названия клуба были убраны цифры, и команда дебютировала в чемпионате и Кубке Азербайджана.
На логотипе клуба изображена крепость, расположенная в одноимённом городе. Временная база клуба была расположена на бакинском стадионе «Шафа».

## Результаты
| Сезон   | Лига            | Место | Кубок         |
| ------- | --------------- | ----- | ------------- |
| 2010/11 | Первый дивизион | 13    | 1/8 финала    |
| 2011/12 | Первый дивизион | 11    | 1/16 финала   |
| 2012/13 | Первый дивизион | 9     | 1/16 финала   |
| 2013/14 | Первый дивизион | 6     | 1/8 финала    |
| 2014/15 | Первый дивизион | 8     | не участвовал |